# Nicolas Samssonow
Pour les articles homonymes, voir Samsonov.
Nicolas Samssonow (en russe : Николай Михайлович Самсонов, Nikolaï Mikhaïlovitch Samsonov ; 1882-1969) est un biologiste russe. Il fait sa carrière de chercheur au laboratoire Pasteur de l'Institut du radium de 1914 à 1960 environ.

## Biographie
Nicolas Samssonow est né à Saint-Pétersbourg le 18 octobre 1882. Il y fait ses études à l'Académie impériale militaire de médecine et sort premier de sa promotion en 1905. Il obtient le grade de docteur en médecine en 1908, grâce à sa thèse Les Éléments migrants de la muqueuse intestinale des mammifères. 
Il travaille ensuite dans les laboratoires du professeur Meves à Kiev (1909), puis dans celui du professeur Claudius Regaud à partir de 1911 à Lyon.
Claudius Regaud lui proposera de collaborer avec lui à l'Institut du Radium dès son ouverture en 1914. Il y fera des recherches à propos de la radiophysiologie en collaboration avec Regaud et des recherches sur le cancer par le goudron en collaboration avec A. Kling et Margueritte Héros.
Ses travaux scientifiques les plus importants sont consacrés à l'étude de l'influence des facteurs externes sur le développement du cancer.
Il est membre de la Société des médecins russes Metchnikov.
Il est membre du groupe académique russe en France dès sa création en 1920.

## Travaux
- R. Ferroux, C. Regaud et N. Samssonow, « Comparaison des effets produits sur les testicules du lapin, au point de vue de la stérilisation de épithélium séminal, par une même dose de rayons X. Selon qu'elle a été administrée sans fractionnement ou bien fractionnée et étalée dans le temps », CR Soc. Biol., Paris, vol. 128,‎ 1938, p. 173-176.
- N. Dobrovolskaia-Zavadskaia et N. Samssonow, « L'Influence de la splénectomie sur les greffes du cancer expérimental », CR Soc. Biol., Paris, vol. 92,‎ 1925, p. 1222.
- A. Lacassagne et N. Samssonow, « De l’effet de la destruction totale ou partielle des capsules surrénales par le rayonnement caustique de foyers radioactifs », CR Soc. Biol., Paris, vol. 89,‎ 1923, p. 72-74.
- N. Samssonow, « Sur les conditions les meilleures pour stériliser par les rayons X, les greffes d’un sarcome de rats », CR Soc. Biol., Paris, vol. 92,‎ 1925, p. 575-577.
- A. Lacassagne et N. Samssonow, « Effets des radiations sur les cancers greffes et sur la réceptivité locale à la greffe cancéreuse », CR Soc. Biol., Paris, vol. 92,‎ 1925, p. 1224-1226.